# Keep (运动软件)
Keep（港交所：3650）是由北京卡路里科技有限公司所开发的一款健身软件。上线于2015年2月（iOS版），包含健身教学、跑步、骑行等功能。2017年8月13日，注册用户突破1亿。

## 历史
2014年10月，软件团队成立。2015年2月Keep iOS版上线，2个月后Keep安卓版上线。

2018年4月，在华贸购物中心开了第一家线下健身房。

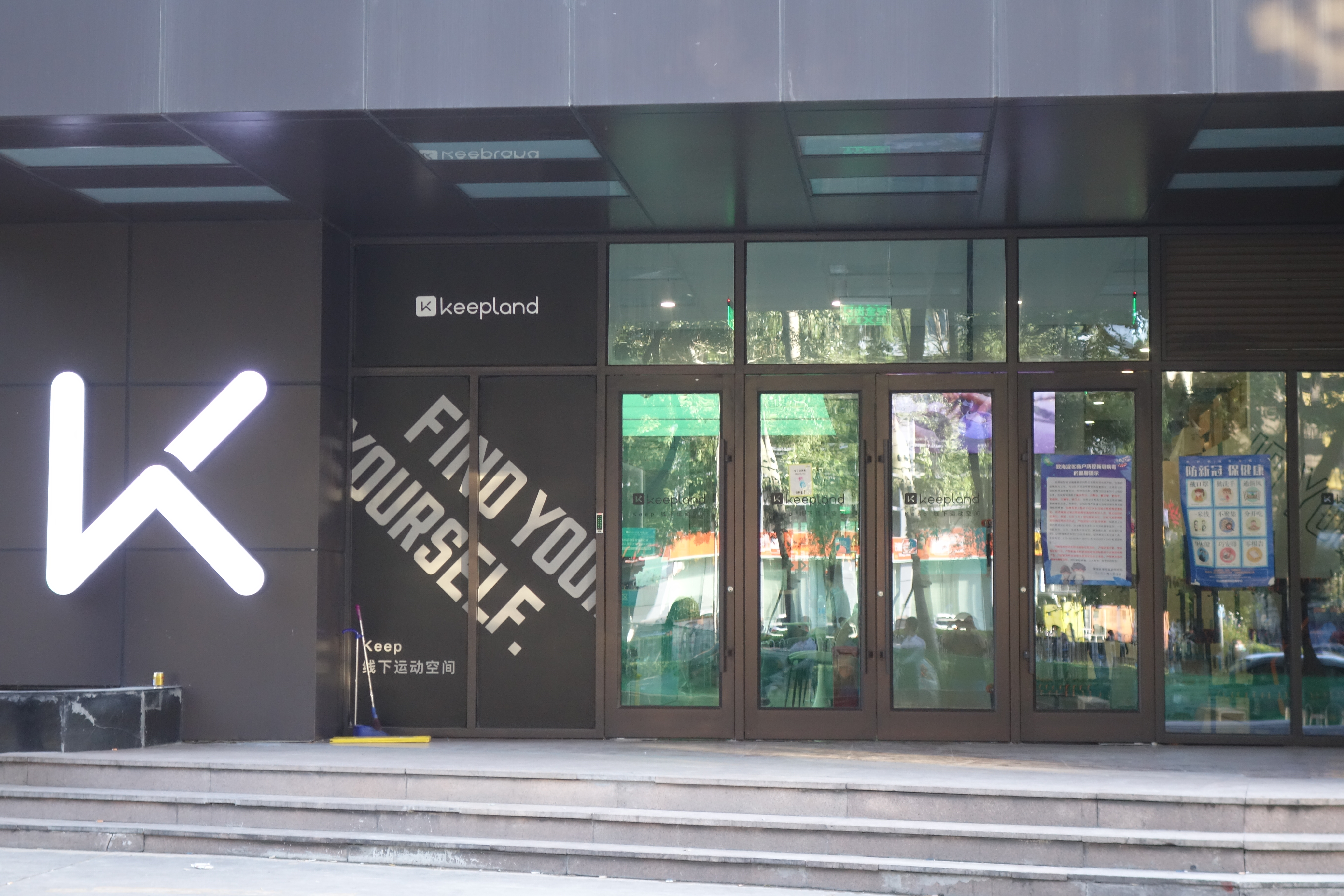
Keep线下门店

于2018年相继发布了智能硬件KeepKit、线下健身空间Keepland以及服装品牌KeepUp。
2020年5月，E轮融资，Keep获得Jeneration Capital 领投，GGV Capital、Tencent、5Y Capital和Bertelsmann Asia Investments跟投的8000万美元投资。
2021年1月，F轮融资，Keep获得Softbank Vision Fund领投，GGV Capital、Tencent、5Y Capital、Hillhouse Capital Group、Coatue等跟投的3.6亿美元投资。

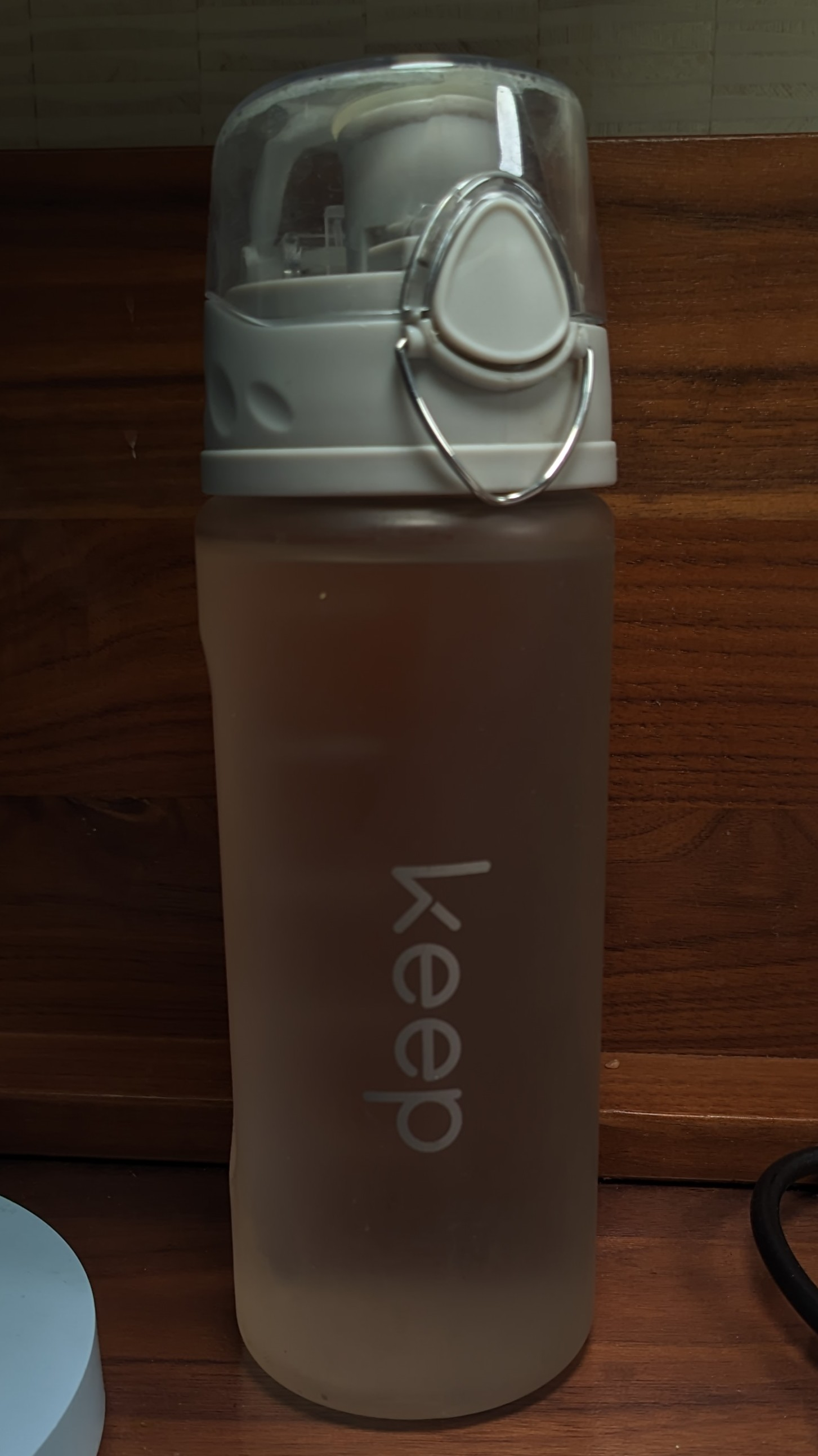
印有Keep字样的水杯

## 评价
2018年2月，入选2017年度人民网公布的“两微一端”百佳评选“APP用户体验”榜单。
2016年，All Tech Asia 記者刁潤苗（音）撰文《我為何拋棄中國第一健身應用「Keep」，返回健身房》。刁稱Keep的大量課程為她提供了過多的選擇。應用的社交氛圍下，刁花費較多時間瀏覽他人動態。刁覺得在 Keep 中訓練後，「並沒有覺得身材變得更好」，於是返回健身房，讓專業教練為她糾正錯誤、提供指導。
市場分析公司 CB Insights 2017年的一份報告稱，「許多健身應用能提供便利，但 Keep 卻通過融合社媒、電商元素使自己與眾不同。該應用的社媒功能不僅讓健身愛好者發布原創內容，同時允許健身品牌發起社交活動，刊登健身課程等服務的促銷廣告。」2019年，Keep 裁員，新浪科技對此分析稱「Keep的尴尬显而易见：小白用户很难坚持下去；有训练基础的用户在进阶之后更加专业的需求，却无法真正满足。」

## 争议
曾涉嫌未经用户许可在会员到期时自动续费。明确提出账号“不支持彻底清除”。